# Ulrika von Pfaler
Ulrika von Pfaler (* 15. Mai 1968 in Kotka) ist eine finnische Badmintonspielerin.

## Karriere
Ulrika von Pfaler nahm 1989 und 1991 an den Badminton-Weltmeisterschaften teil. In ihrer Heimat gewann sie zwölf nationale Titel. 1987 siegte sie bei den Cyprus International, 1998 bei den Boston Open.

## Sportliche Erfolge
| Saison | Veranstaltung                   | Disziplin   | Platz | Name                                         |
| ------ | ------------------------------- | ----------- | ----- | -------------------------------------------- |
| 1985   | Finnland: Einzelmeisterschaften | Mixed       | 1     | Lasse Lindelöf / Ulrika von Pfaler           |
| 1986   | Finnland: Einzelmeisterschaften | Mixed       | 1     | Lasse Lindelöf / Ulrika von Pfaler           |
| 1986   | Finnland: Einzelmeisterschaften | Damendoppel | 1     | Christina von Pfaler / Ulrika von Pfaler     |
| 1987   | Cyprus International            | Damendoppel | 1     | Nina Sundberg / Ulrika von Pfaler            |
| 1987   | Cyprus International            | Mixed       | 1     | Peter Axelsson / Ulrika von Pfaler           |
| 1987   | Finnland: Einzelmeisterschaften | Mixed       | 1     | Lasse Lindelof / Ulrika von Pfaler           |
| 1987   | Finnland: Einzelmeisterschaften | Damendoppel | 1     | Ulrika von Pfaler / Kristiina Tainio         |
| 1988   | Finnland: Einzelmeisterschaften | Damendoppel | 1     | Ulrika von Pfaler / Kristiina Tainio-Pesonen |
| 1989   | Weltmeisterschaft               | Damendoppel | 33    | Ulrika von Pfaler / Kristiina Danskanen      |
| 1989   | Finnland: Einzelmeisterschaften | Mixed       | 1     | Mika Heinonen / Ulrika von Pfaler            |
| 1989   | Finnland: Einzelmeisterschaften | Damendoppel | 1     | Ulrika von Pfaler / Kristiina Tainio-Pesonen |
| 1990   | Finnland: Einzelmeisterschaften | Damendoppel | 1     | Ulrika von Pfaler / Kristiina Tainio-Pesonen |
| 1991   | Finnland: Einzelmeisterschaften | Mixed       | 1     | Mika Heinonen / Ulrika von Pfaler            |
| 1991   | Finnland: Einzelmeisterschaften | Damendoppel | 1     | Christina von Pfaler / Ulrika von Pfaler     |
| 1992   | Finnland: Einzelmeisterschaften | Mixed       | 1     | Lasse Lindelöf / Ulrika von Pfaler           |
| 1993   | Finnland: Einzelmeisterschaften | Mixed       | 1     | Pekka Sarasjärvi / Ulrika von Pfaler         |
| 1998   | Boston Open                     | Damendoppel | 1     | Daphne Chang / Ulrika von Pfaler             |